# Jurij Gorškov
Jurij Aleksandrovič Gorškov (in russo Юрий Александрович Горшков?; Kondopoga, 13 marzo 1999) è un calciatore russo, centrocampista dello Zenit San Pietroburgo.

## Caratteristiche tecniche
È un esterno destro.

## Carriera

### Club
Cresciuto nel settore giovanile del Čertanovo, debutta in prima squadra il 18 agosto 2016 in occasione dell'incontro di terza divisione perso 4-1 contro il Energomaš.
Nel 2020 viene acquistato dal Kryl'ja Sovetov Samara.

### Nazionale
Ha giocato nelle nazionali giovanili russe Under-18, Under-19 ed Under-20.
Il 16 ottobre 2023 ha esordito in nazionale maggiore nell'amichevole pareggiata 2-2 contro il Kenya.

## Statistiche

### Presenze e reti nei club
Statistiche aggiornate al 31 luglio 2021.
| Stagione        | Squadra                | Campionato      | Campionato | Campionato | Coppe nazionali | Coppe nazionali | Coppe nazionali | Coppe continentali | Coppe continentali | Coppe continentali | Altre coppe | Altre coppe | Altre coppe | Totale | Totale |
| Stagione        | Squadra                | Comp            | Pres       | Reti       | Comp            | Pres            | Reti            | Comp               | Pres               | Reti               | Comp        | Pres        | Reti        | Pres   | Reti   |
| --------------- | ---------------------- | --------------- | ---------- | ---------- | --------------- | --------------- | --------------- | ------------------ | ------------------ | ------------------ | ----------- | ----------- | ----------- | ------ | ------ |
| 2016-2017       | Čertanovo              | 2D              | 14         | 0          | CR              | 0               | 0               |                    | -                  | -                  |             | -           | -           | 14     | 0      |
| 2017-2018       | Čertanovo              | 2D              | 22         | 1          | CR              | 3               | 1               |                    | -                  | -                  |             | -           | -           | 25     | 2      |
| 2018-2019       | Čertanovo              | 1D              | 36         | 2          | CR              | 1               | 0               |                    | -                  | -                  |             | -           | -           | 37     | 2      |
| 2019-2020       | Čertanovo              | 1D              | 22         | 0          | CR              | 1               | 0               |                    | -                  | -                  |             | -           | -           | 23     | 0      |
| 2020-2021       | Kryl'ja Sovetov Samara | 1D              | 41         | 3          | CR              | 7               | 0               |                    | -                  | -                  |             | -           | -           | 48     | 3      |
| 2021-2022       | Kryl'ja Sovetov Samara | PL              | 4          | 0          | CR              | 0               | 0               |                    | -                  | -                  |             | -           | -           | 4      | 0      |
| Totale carriera | Totale carriera        | Totale carriera | 139        | 6          |                 | 12              | 1               |                    | -                  | -                  |             | -           | -           | 151    | 7      |

### Cronologia presenze e reti in nazionale
| Cronologia completa delle presenze e delle reti in nazionale ― Russia | Cronologia completa delle presenze e delle reti in nazionale ― Russia | Cronologia completa delle presenze e delle reti in nazionale ― Russia | Cronologia completa delle presenze e delle reti in nazionale ― Russia | Cronologia completa delle presenze e delle reti in nazionale ― Russia | Cronologia completa delle presenze e delle reti in nazionale ― Russia | Cronologia completa delle presenze e delle reti in nazionale ― Russia | Cronologia completa delle presenze e delle reti in nazionale ― Russia |
| Data                                                                  | Città                                                                 | In casa                                                               | Risultato                                                             | Ospiti                                                                | Competizione                                                          | Reti                                                                  | Note                                                                  |
| --------------------------------------------------------------------- | --------------------------------------------------------------------- | --------------------------------------------------------------------- | --------------------------------------------------------------------- | --------------------------------------------------------------------- | --------------------------------------------------------------------- | --------------------------------------------------------------------- | --------------------------------------------------------------------- |
| 16-10-2023                                                            | Aksu                                                                  | Russia                                                                | 2 – 2                                                                 | Kenya                                                                 | Amichevole                                                            | -                                                                     | 84’                                                                   |
| 21-3-2024                                                             | Mosca                                                                 | Russia                                                                | 4 – 0                                                                 | Serbia                                                                | Amichevole                                                            | -                                                                     | 46’                                                                   |
| 7-6-2024                                                              | Minsk                                                                 | Bielorussia                                                           | 0 – 4                                                                 | Russia                                                                | Amichevole                                                            | -                                                                     |                                                                       |
| 19-11-2024                                                            | Volgograd                                                             | Russia                                                                | 4 – 0                                                                 | Siria                                                                 | Amichevole                                                            | -                                                                     | 75’                                                                   |
| 19-3-2025                                                             | Mosca                                                                 | Russia                                                                | 5 – 0                                                                 | Grenada                                                               | Amichevole                                                            | -                                                                     |                                                                       |
| 10-6-2025                                                             | Minsk                                                                 | Bielorussia                                                           | 1 – 4                                                                 | Russia                                                                | Amichevole                                                            | -                                                                     | 75’                                                                   |
| Totale                                                                |                                                                       | Presenze                                                              | 6                                                                     |                                                                       | Reti                                                                  | 0                                                                     |                                                                       |

## Palmarès

### Competizioni nazionali
- Supercoppa di Russia: 1

Zenit San Pietroburgo: 2023